# Diego Valoyes
Diego Luis Valoyes Ruíz (Cartagena de Indias, Colombia; 22 de septiembre de 1996) es un futbolista colombiano. Juega como delantero y su equipo es el Juarez, de la Primera División de México

## Trayectoria

### La Equidad
Comenzó a jugar en diversos equipos de Cartagena como Los Calamares, donde estuvo por varios años; Alianza Sport y las divisiones menores del Real Cartagena. Fue contactado por un empresario que lo llevó a jugar a Cali, al Club Fútbol Paz. Su paso por la Sucursal del Cielo le serviría para darse a conocer en uno de los equipos de la Primera División. Un empresario, que tenía contacto con La Equidad, lo llamó para que formara parte de la escuadra bogotana. Antes de su debut con la plantilla profesional, jugó con las divisiones menores de La Equidad. Disputó varios campeonatos con ellos y en la mayoría quedó campeones.
Un año después debutaría en la Liga profesional de fútbol colombiano, en el estadio de Techo ante Once Caldas. El técnico de ese entonces, Santiago Sachi Escobar, le dio la confianza y la oportunidad de conformar el primer plantel del cuadro asegurador.

### Talleres
El Club La Equidad confirma su salida a Club Atlético Talleres por medio de sus redes sociales el 22 de junio de 2018 en calidad de préstamo con opción de compra. El 6 de agosto de 2020 Talleres informó que adquirió el 80% de su pase. A 3 de noviembre de 2021 ya acumulaba 12 goles y 11 asistencias en 77 partidos jugados con el cuadro argentino, un año que además fue de sus mejores temporadas, lo que le valió la convocatoria a la Selección de Colombia. Ese mismo año fue elegido como el mejor extranjero del fútbol argentino y uno de los mejores futbolistas que juegan en Sudamérica.

## Selección nacional

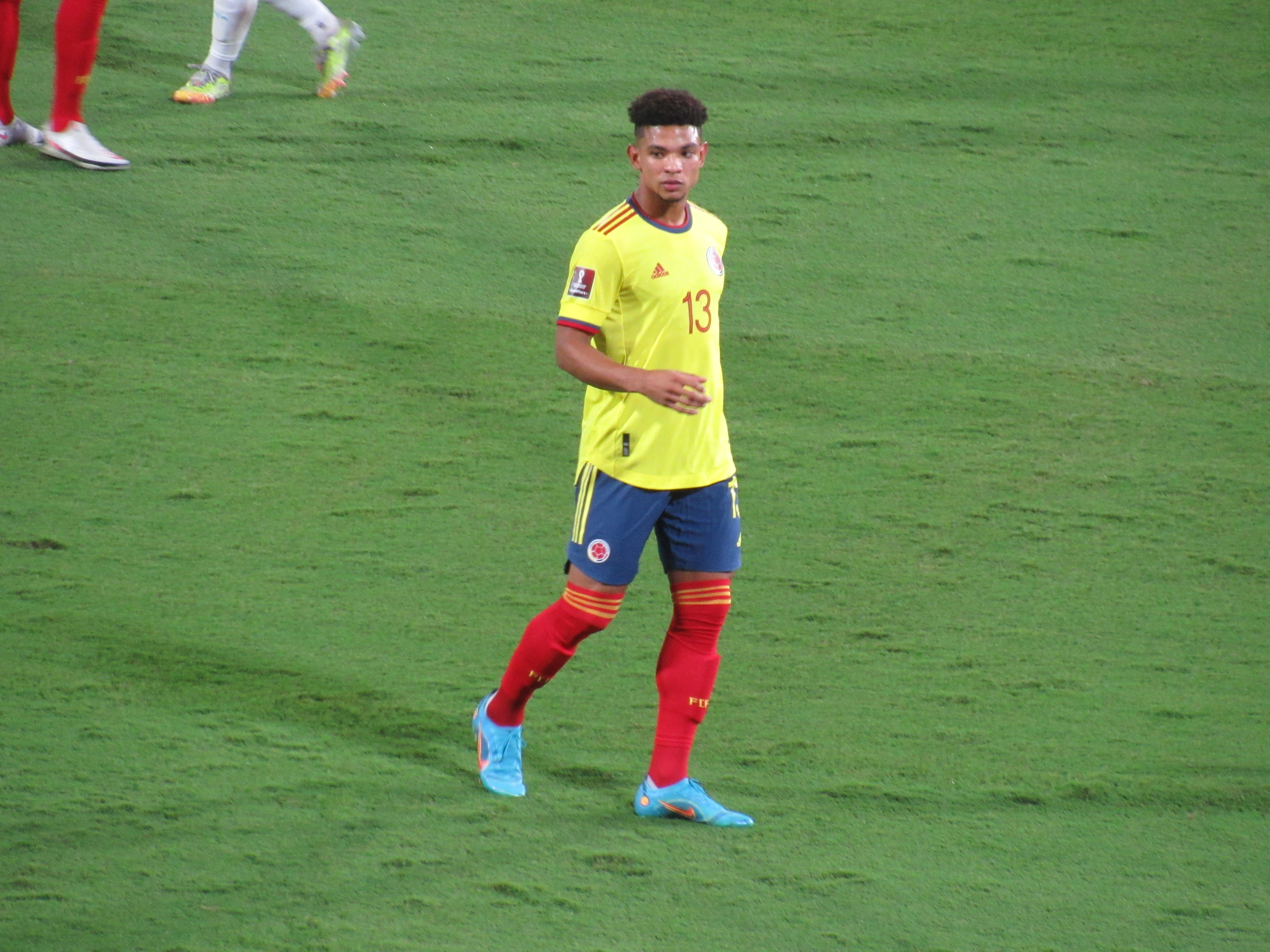
Valoyes con la Selección Colombia frente a Argentina en 2022

El 3 de noviembre de 2021 fue convocado para la doble fecha de eliminatorias mundialistas frente a Brasil y Paraguay. El 16 de noviembre de 2021 debutó en el empate de Colombia 0-0 con Paraguay por las Eliminatorias a Catar 2022. El 24 de marzo dio una asistencia en el empate 2-2 frente a Corea del Sur por un amistoso.

#### Participaciones enEliminatorias al Mundial
| Eliminatoria                        | Sede del Mundial | Posición      | Resultado | PJ | GA | Asis |
| ----------------------------------- | ---------------- | ------------- | --------- | -- | -- | ---- |
| Eliminatorias Mundial de Catar 2022 | Catar            | 6°lugar 23pts | Eliminado | 2  | 0  | 0    |

## Estadísticas

### Clubes
Actualizado hasta su último partido disputado el 1 de agosto de 2025.
| Club                          | Div.          | Temporada     | Liga  | Liga  | Liga   | Copas nacionales | Copas nacionales | Copas nacionales | Torneos internacionales | Torneos internacionales | Torneos internacionales | Total | Total | Total  |
| Club                          | Div.          | Temporada     | Part. | Goles | Asist. | Part.            | Goles            | Asist.           | Part.                   | Goles                   | Asist.                  | Part. | Goles | Asist. |
| ----------------------------- | ------------- | ------------- | ----- | ----- | ------ | ---------------- | ---------------- | ---------------- | ----------------------- | ----------------------- | ----------------------- | ----- | ----- | ------ |
| La Equidad · Colombia         | 1.a           | 2015          | 5     | 0     | 0      | 1                | 0                | 0                | —                       | —                       | —                       | 6     | 0     | 0      |
| La Equidad · Colombia         | 1.a           | 2016          | 20    | 1     | 2      | 6                | 0                | 0                | —                       | —                       | —                       | 26    | 1     | 2      |
| La Equidad · Colombia         | 1.a           | 2017          | 38    | 5     | 4      | 4                | 0                | 0                | —                       | —                       | —                       | 42    | 5     | 4      |
| La Equidad · Colombia         | 1.a           | 2018          | 18    | 0     | 0      | 2                | 0                | 0                | —                       | —                       | —                       | 20    | 0     | 0      |
| La Equidad · Colombia         | Total club    | Total club    | 81    | 6     | 6      | 13               | 0                | 0                | 0                       | 0                       | 0                       | 94    | 6     | 6      |
| Talleres de Córdoba Argentina | 1.a           | 2018-19       | 9     | 0     | 0      | 4                | 0                | 0                | 2                       | 0                       | 0                       | 15    | 0     | 0      |
| Talleres de Córdoba Argentina | 1.a           | 2019-20       | 14    | 1     | 1      | 1                | 0                | 1                | —                       | —                       | —                       | 15    | 1     | 2      |
| Talleres de Córdoba Argentina | 1.a           | 2020-21       | —     | —     | —      | 11               | 4                | 3                | —                       | —                       | —                       | 11    | 4     | 3      |
| Talleres de Córdoba Argentina | 1.a           | 2021          | 21    | 4     | 3      | 18               | 4                | 2                | 4                       | 1                       | 1                       | 43    | 9     | 6      |
| Talleres de Córdoba Argentina | 1.a           | 2022          | 17    | 5     | 1      | 11               | 3                | 2                | 5                       | 0                       | 0                       | 33    | 8     | 3      |
| Talleres de Córdoba Argentina | 1.a           | 2023          | 23    | 4     | 6      | 1                | 0                | 0                | —                       | —                       | —                       | 24    | 4     | 6      |
| Talleres de Córdoba Argentina | Total club    | Total club    | 84    | 14    | 11     | 46               | 11               | 8                | 11                      | 1                       | 1                       | 141   | 26    | 20     |
| F. C. Juárez · México         | 1.ª           | 2023-24       | 4     | 1     | 2      | —                | —                | —                | —                       | —                       | —                       | 4     | 1     | 2      |
| F. C. Juárez · México         | 1.ª           | 2024-25       | 12    | 1     | 1      | —                | —                | —                | 2                       | 0                       | 0                       | 14    | 1     | 1      |
| F. C. Juárez · México         | 1.ª           | 2025-26       | 1     | 0     | 0      | —                | —                | —                | 1                       | 0                       | 0                       | 2     | 0     | 0      |
| F. C. Juárez · México         | Total club    | Total club    | 17    | 2     | 3      | 0                | 0                | 0                | 3                       | 0                       | 0                       | 20    | 2     | 3      |
| Total carrera                 | Total carrera | Total carrera | 182   | 22    | 20     | 59               | 11               | 8                | 14                      | 1                       | 1                       | 255   | 34    | 29     |
| 1. 2.                         |               |               |       |       |        |                  |                  |                  |                         |                         |                         |       |       |        |

### Selecciones nacionales
Actualizado hasta su último partido disputado el 20 de junio de 2023.
| Selección           | Año             | Amistosos | Amistosos | Amistosos | Eliminatorias | Eliminatorias | Eliminatorias | Continental | Continental | Continental | Mundial | Mundial | Mundial | Total | Total | Total  |
| Selección           | Año             | Part.     | Goles     | Asist.    | Part.         | Goles         | Asist.        | Part.       | Goles       | Asist.      | Part.   | Goles   | Asist.  | Part. | Goles | Asist. |
| ------------------- | --------------- | --------- | --------- | --------- | ------------- | ------------- | ------------- | ----------- | ----------- | ----------- | ------- | ------- | ------- | ----- | ----- | ------ |
| Absoluta · Colombia | 2021            | —         | —         | —         | 1             | 0             | 0             | —           | —           | —           | —       | —       | —       | 1     | 0     | 0      |
| Absoluta · Colombia | 2022            | 1         | 0         | 0         | 1             | 0             | 0             | —           | —           | —           | —       | —       | —       | 2     | 0     | 0      |
| Absoluta · Colombia | 2023            | 5         | 0         | 1         | —             | —             | —             | —           | —           | —           | —       | —       | —       | 5     | 0     | 1      |
| Total selección     | Total selección | 6         | 0         | 1         | 2             | 0             | 0             | 0           | 0           | 0           | 0       | 0       | 0       | 8     | 0     | 1      |
| 1.                  |                 |           |           |           |               |               |               |             |             |             |         |         |         |       |       |        |